# Brève grenadine
Erythropitta granatina
Espèce
Statut de conservation UICN

 NT  : Quasi menacé
La Brève grenadine (Erythropitta granatina) est une espèce de passereaux de la famille des Pittidae. 

## Répartition et habitat
Cet oiseau peuple Sumatra, Bornéo et le sud de la péninsule Malaise.  Elle est menacée par la destruction de son habitat. Elle fréquente les forêts tropicales ou subtropicales de basse altitude, jusqu'à 600 m.

## Alimentation
Elle se nourrit principalement d'insectes, notamment de fourmis, de coléoptères et de blattes. Elle se nourrit aussi de petits escargots, et de graines provenant de fruits.